# Factor de carga
En aeronáutica el factor de carga es la razón existente entre la fuerza de sustentación que se produce en una aeronave en vuelo y el peso de esta. El aumento del factor de carga es directamente proporcional a la tensión que la estructura de la aeronave tendrá que soportar en ciertas condiciones límite.